# Skeiðfell
Skeiðfell är ett berg i republiken Island. Det ligger i regionen Austurland, 400 km öster om huvudstaden Reykjavík. Toppen på Skeiðfell är 1 065 meter över havet.
Runt Skeiðfell är det mycket glesbefolkat, med 2 invånare per kvadratkilometer. Närmaste större samhälle är Neskaupstaður, nära Skeiðfell. Trakten runt Skeiðfell består i huvudsak av gräsmarker.